# Rolando Serrano (futbolista)
José Rolando Serrano Lázaro (Pamplona; 13 de noviembre de 1938-Cúcuta; 13 de junio de 2022) fue un futbolista colombiano, que jugaba de mediocampista y militó en diversos clubes de su país. Fue el abuelo de la tenista María Camila Osorio Serrano y del futbolista Sebastián Osorio Serrano. Falleció el 13 de junio de 2022 a los ochenta y tres años.

## Selección nacional
Con la Selección de fútbol de Colombia, disputó 24 partidos internacionales y no anotó goles. Incluso participó con la selección colombiana, en una sola edición de la Copa Mundial. La única participación de Serrano en un mundial, fue en la edición de Chile 1962. donde su selección quedó eliminada en la primera fase de la cita de Chile. También participó con la selección cafetera, en la Copa América de 1963, que se disputó en Bolivia, donde su selección quedó último en aquel certamen.

### Participaciones en Copas del Mundo
| Mundial                        | Sede  | Resultado    |
| ------------------------------ | ----- | ------------ |
| Copa Mundial de Fútbol de 1962 | Chile | Primera Fase |

## Clubes
| Club             | País     | Año         |
| ---------------- | -------- | ----------- |
| Cúcuta Deportivo | Colombia | 1957 - 1960 |
| América de Cali  | Colombia | 1961 - 1963 |
| Cúcuta Deportivo | Colombia | 1964        |
| Unión Magdalena  | Colombia | 1964 - 1965 |
| Millonarios      | Colombia | 1966 - 1967 |
| Junior           | Colombia | 1968 - 1969 |